# كوبي وولف
كوبي وولف هو مصور أخبار إسرائيلي، ولد في 1975 في تل أبيب في إسرائيل.